# Full Metal Jacket (colonna sonora)
Full Metal Jacket è la colonna sonora dell'omonimo film del 1987, diretto da Stanley Kubrick.
Sono esclusi dal supporto fonografico il motivetto televisivo Club di Topolino e Paint It, Black dei Rolling Stones.

## Tracce
1. Full Metal Jacket – 5:01 (Abigail Mead e Nigel Goulding)
2. Hello Vietnam – 3:04 (Johnnie Wright)
3. Chapel of Love – 2:46 (The Dixie Cups)
4. Wooly Bully – 2:19 (Sam the Sham & the Pharaohs)
5. I Like It Like That – 1:56 (Chris Kenner)
6. These Boots Are Made for Walkin' – 2:00 (Nancy Sinatra)
7. Surfin' Bird – 2:15 (The Trashmen)
8. The Marines Hymn – 2:06 (The Goldmen)
9. Transition – 0:32
10. Parris Island – 4:28
11. Ruins – 2:09
12. Leonard – 5:56
13. Attack – 2:02
14. Time Suspended – 1:03
15. Sniper – 3:15